# Eriopogon lainger
Eriopogon lainger är en tvåvingeart som först beskrevs av Johann Wilhelm Meigen 1804.  Eriopogon lainger ingår i släktet Eriopogon och familjen rovflugor. Inga underarter finns listade i Catalogue of Life.